# نیکولا یاکشیچ
نیکولا یاکشیچ (انگلیسی: Nikola Jakšić؛ زادهٔ ۱۷ ژانویهٔ ۱۹۹۷) بازیکن واترپلو اهل صربستان است.
وی در مسابقات کشوری و بین‌المللی در مجموع برندهٔ ۵ مدال طلا شده‌است.